# Prima Divisione 1926-1927
La Prima Divisione 1926-1927 fu 
il primo torneo organizzato uniformemente su tutto il territorio nazionale e aperto a una forma di professionismo.
Con la nascita della Divisione Nazionale nello stesso anno, il nome di "Prima Divisione", precedentemente riservato al massimo torneo, prese a designare quello del secondo livello nazionale.

## Stagione

### La Carta di Viareggio
Nel 1926 la Carta di Viareggio riformò l'organizzazione del calcio italiano. L'importante documento introdusse lo status del giocatore "non dilettante" percepiente un rimborso spese, e con questo sotterfugio si riuscì a ingannare la FIFA, ancora strenuamente legata alla difesa del dilettantismo sportivo. Il salto verso il professionismo fu immediato anche per le squadre cadette, ma ai lievitati costi di gestione per stipendi e trasferte non tutte riuscirono a far fronte a meno che non avessero una solida organizzazione societaria e un campo sportivo capiente, tenendo conto che all'epoca i migliori stadi accoglievano in media tra gli 8 000 e i 15 000 spettatori.
L'intera struttura dei campionati fu rinnovata: azzerati tutti gli enti federali preesistenti, il neonato Direttorio Divisioni Superiori, avente sede a Milano, fu chiamato ad organizzare i campionati professionistici di Divisione Nazionale e di Prima Divisione, entrambi deputati ad esprimere un vincitore assoluto a livello nazionale.
L'organico dei tre gironi del Nord fu costituito dalla metà esatta dei partecipanti alla precedente edizione della Seconda Divisione, dalle sette perdenti gli spareggi per la salvezza di Prima Divisione, e dall'Anconitana prelevata dai raggruppamenti meridionali. Le dieci società che diedero vita al girone del Sud provenivano invece unicamente dalla Prima Divisione, data l'artificiosa sopravvalutazione del calcio meridionale nel previgente ordinamento. Le 40 elette furono suddivise in quattro raggruppamenti, ciascuno dei quali avrebbe dovuto scaturire una promozione e una retrocessione.
Rispetto al precedente campionato omonimo di massima categoria e all'istituendo campionato di Divisione Nazionale, la nuova Prima Divisione aveva in comune solo il fatto di concludersi con la proclamazione di un vincitore nazionale, mentre la struttura riprendeva invece quella della previgente Seconda Divisione, essendo basata su quattro gironi interregionali costruiti su criteri di viciniorietà geografica e equidistanza.

### Formula
Al campionato sono iscritte 40 squadre suddivise in quattro gironi interregionali, formula prevista per la Seconda Divisione della Lega Nord fin dal 1924. Le società prime classificate vengono promosse in Divisione Nazionale e si disputano l'onorifico titolo nazionale di categoria in un girone finale. Le società ultime classificate retrocedono nella Seconda Divisione dei due direttori interregionali chiamati Direttori Divisioni Inferiori Nord e Sud.

### Avvenimenti
In un'epoca in cui le gerarchie fra le squadre erano molto più marcate di oggi, i gironi nordoccidentale e centrale furono facili prede di due neo retrocesse, il Novara e la Reggiana.
Maggiori sorprese arrivarono invece dal meno qualificato raggruppamento nordorientale in cui la Pro Patria ottenne la sua storica prima promozione grazie ad un finale thrilling che la vide pareggiare a Treviso all'ultima giornata mentre l'Atalanta, sua diretta inseguitrice, crollava però a sorpresa contro la Fiumana.
Il torneo meridionale vide infine prevalere la Lazio, ma si segnalò più che altro per le gravi difficoltà economiche delle sue affiliate che turbarono il regolare svolgimento della competizione. Al contrario del Nord infatti, la partecipazione alla Prima Divisione gestita in un unico girone meridionale dalla lontana Milano, rappresentò per il Sud una forzata riqualificazione agonistica e al contempo un notevole aggravamento economico rispetto al precedente assetto, ancora basato su qualificazioni regionali; solo pochi club riuscirono a reggere l'impatto finanziario di questa novità.
Nelle finali nazionali utili a proclamare il vincitore onorifico della competizione, ad imporsi furono i blu novaresi, che nell'ultima giornata di gare sconfissero 9-1 i biancocecelesti capitolini, giunti ultimi nel girone a quattro, a pari merito con la Reggiana.

Una fase dell'incontro Bari-Pro Italia del 6 marzo 1927, finito 0-0 nonostante i serrati attacchi dei padroni di casa. Furono gli ultimi anni per le bellicose formazioni pugliesi, di lì a poco costrette a dolorose fusioni dalle élite fasciste locali.

## Girone A

### Squadre partecipanti
| Club        | Stagione | Città         | Stadio                            | Stagione precedente                        |
| ----------- | -------- | ------------- | --------------------------------- | ------------------------------------------ |
| Astigiani   | dettagli | Asti (AL)     | Campo "Pilade Bussolino"          | 4º posto in Seconda Divisione/B            |
| Biellese    | dettagli | Biella (NO)   | Campo Sportivo Rivetti            | 1º posto in Seconda Divisione/A            |
| Derthona    | dettagli | Tortona (AL)  | Campo Fornaci                     | 2º posto in Seconda Divisione/A            |
| Legnano     | dettagli | Legnano (MI)  | Stadio di via Pisacane            | 12º posto in Prima Divisione/A, retrocesso |
| US Milanese | dettagli | Milano        | Campo di via Comasina             | 5º posto in Seconda Divisione/A            |
| Novara      | dettagli | Novara        | Campo di via Lombroso             | 9º posto in Prima Divisione/A, retrocesso  |
| Savona      | dettagli | Savona (GE)   | Campo Polisportivo di corso Ricci | 5º posto in Seconda Divisione/B            |
| Sestrese    | dettagli | Genova Sestri | Stadio di Borzoli                 | 2º posto in Seconda Divisione/B            |
| Speranza    | dettagli | Savona (GE)   | Campo delle Traversine            | 3º posto in Seconda Divisione/B            |
| Spezia      | dettagli | La Spezia     | Stadio Alberto Picco              | 1º posto in Seconda Divisione/B            |

### Classifica finale
|  | Pos. | Squadra     | Pt | G  | V  | N | P  | GF | GS |
|  | ---- | ----------- | -- | -- | -- | - | -- | -- | -- |
|  | 1.   | Novara      | 30 | 18 | 14 | 2 | 2  | 41 | 13 |
|  | 2.   | Biellese    | 24 | 18 | 9  | 6 | 3  | 38 | 22 |
|  | 3.   | Legnano     | 23 | 18 | 9  | 5 | 4  | 24 | 18 |
|  | 4.   | Sestrese    | 19 | 18 | 7  | 5 | 6  | 30 | 22 |
|  | 5.   | US Milanese | 18 | 18 | 7  | 4 | 7  | 32 | 27 |
|  | 6.   | Savona      | 16 | 18 | 6  | 4 | 8  | 24 | 28 |
|  | 6.   | Spezia      | 16 | 18 | 5  | 6 | 7  | 21 | 27 |
|  | 6.   | Derthona    | 16 | 18 | 7  | 2 | 9  | 24 | 34 |
|  | 9.   | Astigiani   | 14 | 18 | 5  | 4 | 9  | 20 | 36 |
|  | 10.  | Speranza    | 4  | 18 | 1  | 2 | 15 | 9  | 36 |

Legenda:
      Promosso in Divisione Nazionale 1927-1928 e poi partecipante al girone finale per il titolo di categoria.
      Retrocesso in Seconda Divisione 1927-1928.
Regolamento:
Due punti a vittoria, uno a pareggio, zero a sconfitta.
In caso di arrivo di due o più squadre a pari punti, le squadre saranno a pari merito.

### Risultati

#### Tabellone
|             | Ast  | Bie  | Der  | Leg  | Mil  | Nov  | Sav  | Ses  | Spe  | Spz  |
| ----------- | ---- | ---- | ---- | ---- | ---- | ---- | ---- | ---- | ---- | ---- |
| Astigiani   | –––– | 1-1  | 1-1  | 1-2  | 1-3  | 0-1  | 0-0  | 1-0  | 2-2  | 2-0  |
| Biellese    | 3-0  | –––– | 3-0  | 2-1  | 4-2  | 1-3  | 2-2  | 2-0  | 2-0  | 6-1  |
| Derthona    | 1-3  | 1-1  | –––– | 1-0  | 1-4  | 2-0  | 3-1  | 2-1  | 3-0  | 6-1  |
| Legnano     | 4-2  | 2-1  | 2-1  | –––– | 1-1  | 2-0  | 2-0  | 1-0  | 2-1  | 1-1  |
| US Milanese | 1-2  | 2-3  | 4-0  | 1-2  | –––– | 0-2  | 5-2  | 2-1  | 2-1  | 0-0  |
| Novara      | 4-0  | 3-1  | 4-0  | 2-0  | 2-0  | –––– | 5-1  | 2-2  | 2-0  | 2-0  |
| Savona      | 1-2  | 2-2  | 3-0  | 0-0  | 1-0  | 1-2  | –––– | 4-0  | 2-0  | 1-0  |
| Sestrese    | 6-2  | 0-0  | 2-0  | 3-1  | 2-2  | 2-2  | 3-0  | –––– | 1-0  | 2-1  |
| Speranza    | 2-0  | 1-3  | 0-2  | 0-0  | 1-2  | 1-2  | 0-2  | 0-5  | –––– | 0-1  |
| Spezia      | 4-0  | 1-1  | 4-0  | 1-1  | 1-1  | 0-3  | 2-1  | 0-0  | 3-0  | –––– |

#### Calendario
| andata (1ª) | andata (1ª) | Prima giornata     | ritorno (10ª) | ritorno (10ª) |
|             |             |                    |               |               |
| 3 ott.      | 5-2         | US Milanese-Savona | 0-1           | 19 dic.       |
| 3 ott.      | 6-1         | Biellese-Spezia    | 1-1           | 19 dic.       |
| 3 ott.      | 4-0         | Novara-Astigiani   | 1-0           | 20 feb.       |
| 3 ott.      | 2-1         | Derthona-Sestrese  | 0-2           | 19 dic.       |
| 3 ott.      | 0-0         | Speranza-Legnano   | 1-2           | 19 dic.       |

| andata (2ª) | andata (2ª) | Seconda giornata   | ritorno (11ª) | ritorno (11ª) |
|             |             |                    |               |               |
| 10 ott.     | 1-2         | Savona-Novara      | 1-5           | 26 dic.       |
| 10 ott.     | 1-1         | Spezia-US Milanese | 0-0           | 23 gen.       |
| 10 ott.     | 1-1         | Astigiani-Biellese | 0-3           | 23 gen.       |
| 10 ott.     | 0-5         | Speranza-Sestrese  | 0-1           | 26 dic.       |
| 10 ott.     | 2-1         | Legnano-Derthona   | 0-1           | 20 feb.       |

| andata (1ª) | andata (1ª) | Prima giornata     | ritorno (10ª) | ritorno (10ª) |
|             |             |                    |               |               |
| 3 ott.      | 5-2         | US Milanese-Savona | 0-1           | 19 dic.       |
| 3 ott.      | 6-1         | Biellese-Spezia    | 1-1           | 19 dic.       |
| 3 ott.      | 4-0         | Novara-Astigiani   | 1-0           | 20 feb.       |
| 3 ott.      | 2-1         | Derthona-Sestrese  | 0-2           | 19 dic.       |
| 3 ott.      | 0-0         | Speranza-Legnano   | 1-2           | 19 dic.       |

| andata (2ª) | andata (2ª) | Seconda giornata   | ritorno (11ª) | ritorno (11ª) |
|             |             |                    |               |               |
| 10 ott.     | 1-2         | Savona-Novara      | 1-5           | 26 dic.       |
| 10 ott.     | 1-1         | Spezia-US Milanese | 0-0           | 23 gen.       |
| 10 ott.     | 1-1         | Astigiani-Biellese | 0-3           | 23 gen.       |
| 10 ott.     | 0-5         | Speranza-Sestrese  | 0-1           | 26 dic.       |
| 10 ott.     | 2-1         | Legnano-Derthona   | 0-1           | 20 feb.       |

| andata (3ª) | andata (3ª) | Terza giornata        | ritorno (12ª) | ritorno (12ª) |
|             |             |                       |               |               |
| 17 ott.     | 3-1         | Derthona-Savona       | 0-3           | 2 gen.        |
| 17 ott.     | 0-1         | Speranza-Spezia       | 0-3           | 2 gen.        |
| 17 ott.     | 2-0         | Novara-Legnano        | 0-2           | 2 gen.        |
| 17 ott.     | 1-2         | US Milanese-Astigiani | 3-1           | 2 gen.        |
| 17 ott.     | 2-0         | Biellese-Sestrese     | 0-0           | 2 gen.        |

| andata (4ª) | andata (4ª) | Quarta giornata      | ritorno (13ª) | ritorno (13ª) |
|             |             |                      |               |               |
| 24 ott.     | 0-0         | Savona-Legnano       | 0-2           | 9 gen.        |
| 24 ott.     | 0-3         | Spezia-Novara        | 0-2           | 6 feb.        |
| 24 ott.     | 2-0         | Biellese-Speranza    | 3-1           | 30 gen.       |
| 24 ott.     | 1-1         | Astigiani-Derthona   | 3-1           | 9 gen.        |
| 24 ott.     | 2-2         | Sestrese-US Milanese | 1-2           | 27 feb.       |

| andata (3ª) | andata (3ª) | Terza giornata        | ritorno (12ª) | ritorno (12ª) |
|             |             |                       |               |               |
| 17 ott.     | 3-1         | Derthona-Savona       | 0-3           | 2 gen.        |
| 17 ott.     | 0-1         | Speranza-Spezia       | 0-3           | 2 gen.        |
| 17 ott.     | 2-0         | Novara-Legnano        | 0-2           | 2 gen.        |
| 17 ott.     | 1-2         | US Milanese-Astigiani | 3-1           | 2 gen.        |
| 17 ott.     | 2-0         | Biellese-Sestrese     | 0-0           | 2 gen.        |

| andata (4ª) | andata (4ª) | Quarta giornata      | ritorno (13ª) | ritorno (13ª) |
|             |             |                      |               |               |
| 24 ott.     | 0-0         | Savona-Legnano       | 0-2           | 9 gen.        |
| 24 ott.     | 0-3         | Spezia-Novara        | 0-2           | 6 feb.        |
| 24 ott.     | 2-0         | Biellese-Speranza    | 3-1           | 30 gen.       |
| 24 ott.     | 1-1         | Astigiani-Derthona   | 3-1           | 9 gen.        |
| 24 ott.     | 2-2         | Sestrese-US Milanese | 1-2           | 27 feb.       |

| andata (5ª) | andata (5ª) | Quinta giornata      | ritorno (14ª) | ritorno (14ª) |
|             |             |                      |               |               |
| 7 nov.      | 0-2         | Speranza-Savona      | 0-2           | 23 gen.       |
| 7 nov.      | 0-0         | Spezia-Sestrese      | 1-2           | 16 gen.       |
| 7 nov.      | 2-3         | US Milanese-Biellese | 2-4           | 16 gen.       |
| 7 nov.      | 4-0         | Novara-Derthona      | 0-2           | 23 gen.       |
| 7 nov.      | 4-2         | Legnano-Astigiani    | 2-1           | 30 gen.       |

| andata (6ª) | andata (6ª) | Sesta giornata       | ritorno (15ª) | ritorno (15ª) |
|             |             |                      |               |               |
| 14 nov.     | 1-0         | Savona-Spezia        | 1-2           | 13 feb.       |
| 14 nov.     | 2-2         | Sestrese-Novara      | 2-2           | 13 feb.       |
| 14 nov.     | 1-4         | Derthona-US Milanese | 0-4           | 13 feb.       |
| 14 nov.     | 2-2         | Astigiani-Speranza   | 0-2           | 13 feb.       |
| 14 nov.     | 2-1         | Legnano-Biellese     | 1-2           | 13 feb.       |

| andata (5ª) | andata (5ª) | Quinta giornata      | ritorno (14ª) | ritorno (14ª) |
|             |             |                      |               |               |
| 7 nov.      | 0-2         | Speranza-Savona      | 0-2           | 23 gen.       |
| 7 nov.      | 0-0         | Spezia-Sestrese      | 1-2           | 16 gen.       |
| 7 nov.      | 2-3         | US Milanese-Biellese | 2-4           | 16 gen.       |
| 7 nov.      | 4-0         | Novara-Derthona      | 0-2           | 23 gen.       |
| 7 nov.      | 4-2         | Legnano-Astigiani    | 2-1           | 30 gen.       |

| andata (6ª) | andata (6ª) | Sesta giornata       | ritorno (15ª) | ritorno (15ª) |
|             |             |                      |               |               |
| 14 nov.     | 1-0         | Savona-Spezia        | 1-2           | 13 feb.       |
| 14 nov.     | 2-2         | Sestrese-Novara      | 2-2           | 13 feb.       |
| 14 nov.     | 1-4         | Derthona-US Milanese | 0-4           | 13 feb.       |
| 14 nov.     | 2-2         | Astigiani-Speranza   | 0-2           | 13 feb.       |
| 14 nov.     | 2-1         | Legnano-Biellese     | 1-2           | 13 feb.       |

| andata (7ª) | andata (7ª) | Settima giornata    | ritorno (16ª) | ritorno (16ª) |
|             |             |                     |               |               |
| 12 dic.     | 3-0         | Sestrese-Savona     | 0-4           | 6 mar.        |
| 12 dic.     | 4-0         | Spezia-Astigiani    | 0-2           | 6 mar.        |
| 21 nov.     | 1-1         | Derthona-Biellese   | 0-3           | 6 mar.        |
| 12 dic.     | 1-2         | Speranza-Novara     | 0-2           | 6 mar.        |
| 21 nov.     | 1-2         | US Milanese-Legnano | 1-1           | 6 mar.        |

| andata (8ª) | andata (8ª) | Ottava giornata    | ritorno (17ª) | ritorno (17ª) |
|             |             |                    |               |               |
| 28 nov.     | 2-2         | Biellese-Savona    | 2-2           | 13 mar.       |
| 28 nov.     | 1-1         | Legnano-Spezia     | 1-1           | 13 mar.       |
| 28 nov.     | 0-2         | Speranza-Derthona  | 0-3           | 13 mar.       |
| 28 nov.     | 1-0         | Astigiani-Sestrese | 2-6           | 13 mar.       |
| 28 nov.     | 2-0         | Novara-US Milanese | 2-0           | 13 mar.       |

| andata (7ª) | andata (7ª) | Settima giornata    | ritorno (16ª) | ritorno (16ª) |
|             |             |                     |               |               |
| 12 dic.     | 3-0         | Sestrese-Savona     | 0-4           | 6 mar.        |
| 12 dic.     | 4-0         | Spezia-Astigiani    | 0-2           | 6 mar.        |
| 21 nov.     | 1-1         | Derthona-Biellese   | 0-3           | 6 mar.        |
| 12 dic.     | 1-2         | Speranza-Novara     | 0-2           | 6 mar.        |
| 21 nov.     | 1-2         | US Milanese-Legnano | 1-1           | 6 mar.        |

| andata (8ª) | andata (8ª) | Ottava giornata    | ritorno (17ª) | ritorno (17ª) |
|             |             |                    |               |               |
| 28 nov.     | 2-2         | Biellese-Savona    | 2-2           | 13 mar.       |
| 28 nov.     | 1-1         | Legnano-Spezia     | 1-1           | 13 mar.       |
| 28 nov.     | 0-2         | Speranza-Derthona  | 0-3           | 13 mar.       |
| 28 nov.     | 1-0         | Astigiani-Sestrese | 2-6           | 13 mar.       |
| 28 nov.     | 2-0         | Novara-US Milanese | 2-0           | 13 mar.       |

| \| andata (9ª) \| andata (9ª) \| Nona giornata \| ritorno (18ª) \| ritorno (18ª) \| \| \| \| \| \| \| \| 5 dic. \| 1-2 \| Savona-Astigiani \| 0-0 \| 20 mar. \| \| 5 dic. \| 6-1 \| Derthona-Spezia \| 0-4 \| 20 mar. \| \| 5 dic. \| 1-3 \| Biellese-Novara \| 1-3 \| 20 mar. \| \| 5 dic. \| 3-1 \| Sestrese-Legnano \| 0-1 \| 20 mar. \| \| 5 dic. \| 1-2 \| Speranza-US Milanese \| 1-2 \| 20 mar. \| |             |                      |               |               |
| andata (9ª) | andata (9ª) | Nona giornata        | ritorno (18ª) | ritorno (18ª) |
| |             |                      |               |               |
| 5 dic. | 1-2         | Savona-Astigiani     | 0-0           | 20 mar.       |
| 5 dic. | 6-1         | Derthona-Spezia      | 0-4           | 20 mar.       |
| 5 dic. | 1-3         | Biellese-Novara      | 1-3           | 20 mar.       |
| 5 dic. | 3-1         | Sestrese-Legnano     | 0-1           | 20 mar.       |
| 5 dic. | 1-2         | Speranza-US Milanese | 1-2           | 20 mar.       |

| andata (9ª) | andata (9ª) | Nona giornata        | ritorno (18ª) | ritorno (18ª) |
|             |             |                      |               |               |
| 5 dic.      | 1-2         | Savona-Astigiani     | 0-0           | 20 mar.       |
| 5 dic.      | 6-1         | Derthona-Spezia      | 0-4           | 20 mar.       |
| 5 dic.      | 1-3         | Biellese-Novara      | 1-3           | 20 mar.       |
| 5 dic.      | 3-1         | Sestrese-Legnano     | 0-1           | 20 mar.       |
| 5 dic.      | 1-2         | Speranza-US Milanese | 1-2           | 20 mar.       |

## Girone B

### Squadre partecipanti
| Club             | Stagione | Città              | Stadio                                  | Stagione precedente                |
| ---------------- | -------- | ------------------ | --------------------------------------- | ---------------------------------- |
| Atalanta         | dettagli | Bergamo            | Stadio della Clementina                 | 3º posto in 2ª Div./A              |
| Comense          | dettagli | Como               | Campo di via dei Mille                  | 6º posto in 2ª Div./A              |
| Fiumana          | dettagli | Fiume              | Stadio Comunale del Littorio            | 4º posto in 2ª Div./D              |
| Mantova          | dettagli | Mantova            | Campo Ippodromo Te                      | 12º posto in 1ª Div./B, retrocesso |
| Monfalconese CNT | dettagli | Monfalcone (TS)    | Campo "Costanzo Ciano"                  | 5º posto in 2ª Div./D              |
| Pro Patria       | dettagli | Busto Arsizio (MI) | Stadium di via Valle Olona              | 4º posto in 2ª Div./A              |
| Treviso          | dettagli | Treviso            | "Nuovo Campo" di Santa Maria del Rovere | 2º posto in 2ª Div./D              |
| Triestina        | dettagli | Trieste            | Stadio Montebello                       | 6º posto in 2ª Div./D              |
| Udinese          | dettagli | Udine              | Campo Polisportivo Moretti              | 10º posto in 1ª Div./A, retrocessa |
| Venezia          | dettagli | Venezia            | Campo di Sant'Elena                     | 1º posto in 2ª Div./D              |

### Classifica finale
|  | Pos. | Squadra          | Pt | G  | V  | N | P  | GF | GS |
|  | ---- | ---------------- | -- | -- | -- | - | -- | -- | -- |
|  | 1.   | Pro Patria       | 27 | 18 | 12 | 3 | 3  | 39 | 16 |
|  | 2.   | Atalanta         | 26 | 18 | 11 | 4 | 3  | 45 | 27 |
|  | 3.   | Triestina        | 24 | 18 | 10 | 4 | 4  | 43 | 23 |
|  | 4.   | Treviso          | 20 | 18 | 7  | 6 | 5  | 44 | 35 |
|  | 5.   | Fiumana          | 19 | 18 | 8  | 2 | 6  | 37 | 25 |
|  | 6.   | Venezia          | 17 | 18 | 5  | 7 | 6  | 25 | 30 |
|  | 7.   | Mantova          | 15 | 18 | 5  | 5 | 8  | 27 | 38 |
|  | 8.   | Monfalconese CNT | 14 | 18 | 4  | 6 | 8  | 22 | 42 |
|  | 9.   | Comense          | 12 | 18 | 2  | 8 | 6  | 17 | 34 |
|  | 10.  | Udinese          | 6  | 18 | 2  | 2 | 14 | 20 | 49 |

Legenda:
      Promosso in Divisione Nazionale 1927-1928 e poi partecipante al girone finale per il titolo di categoria.
      Retrocesso in Seconda Divisione 1927-1928.
Regolamento:
Due punti a vittoria, uno a pareggio, zero a sconfitta.
In caso di arrivo di due o più squadre a pari punti, le squadre saranno a pari merito.
Note:
L'Udinese è stata poi ripescata a completamento degli organici.

### Risultati

#### Tabellone
|              | Ata  | Com  | Fiu  | Man  | Mon  | Pro  | Tre  | Tri  | Udi  | Ven  |
| ------------ | ---- | ---- | ---- | ---- | ---- | ---- | ---- | ---- | ---- | ---- |
| Atalanta     | –––– | 3-2  | 1-0  | 1-1  | 6-0  | 2-1  | 5-2  | 2-2  | 5-0  | 3-1  |
| Comense      | 1-2  | –––– | 0-0  | 1-1  | 0-0  | 0-1  | 0-0  | 2-1  | 3-3  | 2-2  |
| Fiumana      | 6-1  | 4-0  | –––– | 4-2  | 4-2  | 0-1  | 2-1  | 2-2  | 4-0  | 4-1  |
| Mantova      | 0-0  | 2-2  | 2-1  | –––– | 3-0  | 0-2  | 2-5  | 2-1  | 3-2  | 3-0  |
| Monfalconese | 0-3  | 0-0  | 2-2  | 1-1  | –––– | 1-3  | 2-1  | 2-1  | 5-2  | 1-1  |
| Pro Patria   | 7-0  | 6-1  | 2-1  | 2-0  | 1-1  | –––– | 5-2  | 2-3  | 1-0  | 1-0  |
| Treviso      | 2-2  | 2-1  | 1-2  | 5-2  | 6-0  | 1-1  | –––– | 5-3  | 2-0  | 4-4  |
| Triestina    | 1-0  | 2-0  | 3-0  | 5-0  | 4-2  | 2-0  | 1-1  | –––– | 5-1  | 3-0  |
| Udinese      | 1-7  | 1-2  | 3-1  | 3-1  | 1-2  | 1-2  | 1-2  | 1-3  | –––– | 0-0  |
| Venezia      | 0-2  | 4-0  | 1-0  | 3-2  | 3-1  | 1-1  | 2-2  | 1-1  | 1-0  | –––– |

#### Calendario
| andata (1ª) | andata (1ª) | Prima giornata                 | ritorno (10ª) | ritorno (10ª) |
|             |             |                                |               |               |
| 3 ott.      | 1-1         | Pro Patria-Monfalconese C.N.T. | 3-1           | 19 dic.       |
| 3 ott.      | 1-1         | Atalanta-Mantova               | 0-0           | 6 feb.        |
| 3 ott.      | 0-0         | Comense-Fiumana                | 0-4           | 19 dic.       |
| 3 ott.      | 4-4         | Treviso-Venezia                | 2-2           | 19 dic.       |
| 3 ott.      | 5-1         | Triestina-Udinese              | 3-1           | 19 dic.       |

| andata (2ª) | andata (2ª) | Seconda giornata            | ritorno (11ª) | ritorno (11ª) |
|             |             |                             |               |               |
| 10 ott.     | 0-2         | Mantova-Pro Patria          | 0-2           | 26 dic.       |
| 10 ott.     | 1-7         | Udinese-Atalanta            | 0-5           | 26 dic.       |
| 10 ott.     | 1-1         | Triestina-Treviso           | 3-5           | 26 dic.       |
| 10 ott.     | 0-0         | Monfalconese C.N.T.-Comense | 0-0           | 26 dic.       |
| 10 ott.     | 4-1         | Fiumana-Venezia             | 0-1           | 26 dic.       |

| andata (1ª) | andata (1ª) | Prima giornata                 | ritorno (10ª) | ritorno (10ª) |
|             |             |                                |               |               |
| 3 ott.      | 1-1         | Pro Patria-Monfalconese C.N.T. | 3-1           | 19 dic.       |
| 3 ott.      | 1-1         | Atalanta-Mantova               | 0-0           | 6 feb.        |
| 3 ott.      | 0-0         | Comense-Fiumana                | 0-4           | 19 dic.       |
| 3 ott.      | 4-4         | Treviso-Venezia                | 2-2           | 19 dic.       |
| 3 ott.      | 5-1         | Triestina-Udinese              | 3-1           | 19 dic.       |

| andata (2ª) | andata (2ª) | Seconda giornata            | ritorno (11ª) | ritorno (11ª) |
|             |             |                             |               |               |
| 10 ott.     | 0-2         | Mantova-Pro Patria          | 0-2           | 26 dic.       |
| 10 ott.     | 1-7         | Udinese-Atalanta            | 0-5           | 26 dic.       |
| 10 ott.     | 1-1         | Triestina-Treviso           | 3-5           | 26 dic.       |
| 10 ott.     | 0-0         | Monfalconese C.N.T.-Comense | 0-0           | 26 dic.       |
| 10 ott.     | 4-1         | Fiumana-Venezia             | 0-1           | 26 dic.       |

| andata (3ª) | andata (3ª) | Terza giornata              | ritorno (12ª) | ritorno (12ª) |
|             |             |                             |               |               |
| 17 ott.     | 1-0         | Pro Patria-Udinese          | 2-1           | 2 gen.        |
| 17 ott.     | 2-2         | Atalanta-Triestina          | 0-1           | 2 gen.        |
| 17 ott.     | 1-1         | Comense-Mantova             | 2-2           | 2 gen.        |
| 17 ott.     | 3-1         | Venezia-Monfalconese C.N.T. | 1-1           | 2 gen.        |
| 17 ott.     | 1-2         | Treviso-Fiumana             | 1-2           | 2 gen.        |

| andata (4ª) | andata (4ª) | Quarta giornata              | ritorno (13ª) | ritorno (13ª) |
|             |             |                              |               |               |
| 24 ott.     | 0-1         | Fiumana-Pro Patria           | 1-2           | 9 gen.        |
| 24 ott.     | 0-3         | Monfalconese C.N.T.-Atalanta | 0-6           | 9 gen.        |
| 24 ott.     | 2-1         | Treviso-Comense              | 0-0           | 9 gen.        |
| 24 ott.     | 3-2         | Mantova-Udinese              | 1-3           | 9 gen.        |
| 24 ott.     | 3-0         | Triestina-Venezia            | 1-1           | 9 gen.        |

| andata (3ª) | andata (3ª) | Terza giornata              | ritorno (12ª) | ritorno (12ª) |
|             |             |                             |               |               |
| 17 ott.     | 1-0         | Pro Patria-Udinese          | 2-1           | 2 gen.        |
| 17 ott.     | 2-2         | Atalanta-Triestina          | 0-1           | 2 gen.        |
| 17 ott.     | 1-1         | Comense-Mantova             | 2-2           | 2 gen.        |
| 17 ott.     | 3-1         | Venezia-Monfalconese C.N.T. | 1-1           | 2 gen.        |
| 17 ott.     | 1-2         | Treviso-Fiumana             | 1-2           | 2 gen.        |

| andata (4ª) | andata (4ª) | Quarta giornata              | ritorno (13ª) | ritorno (13ª) |
|             |             |                              |               |               |
| 24 ott.     | 0-1         | Fiumana-Pro Patria           | 1-2           | 9 gen.        |
| 24 ott.     | 0-3         | Monfalconese C.N.T.-Atalanta | 0-6           | 9 gen.        |
| 24 ott.     | 2-1         | Treviso-Comense              | 0-0           | 9 gen.        |
| 24 ott.     | 3-2         | Mantova-Udinese              | 1-3           | 9 gen.        |
| 24 ott.     | 3-0         | Triestina-Venezia            | 1-1           | 9 gen.        |

| andata (5ª) | andata (5ª) | Quinta giornata             | ritorno (14ª) | ritorno (14ª) |
|             |             |                             |               |               |
| 7 nov.      | 2-1         | Atalanta-Pro Patria         | 0-7           | 23 gen.       |
| 7 nov.      | 1-2         | Udinese-Comense             | 3-3           | 23 gen.       |
| 7 nov.      | 3-0         | Mantova-Venezia             | 2-3           | 16 gen.       |
| 7 nov.      | 2-1         | Monfalconese C.N.T.-Treviso | 0-6           | 16 gen.       |
| 7 nov.      | 3-0         | Triestina-Fiumana           | 2-2           | 16 gen.       |

| andata (6ª) | andata (6ª) | Sesta giornata              | ritorno (15ª) | ritorno (15ª) |
|             |             |                             |               |               |
| 14 nov.     | 2-3         | Pro Patria-Triestina        | 0-2           | 13 feb.       |
| 14 nov.     | 1-2         | Comense-Atalanta            | 2-3           | 13 feb.       |
| 14 nov.     | 4-2         | Fiumana-Monfalconese C.N.T. | 2-2           | 13 feb.       |
| 14 nov.     | 5-2         | Treviso-Mantova             | 5-2           | 13 feb.       |
| 14 nov.     | 1-0         | Venezia-Udinese             | 0-0           | 13 feb.       |

| andata (5ª) | andata (5ª) | Quinta giornata             | ritorno (14ª) | ritorno (14ª) |
|             |             |                             |               |               |
| 7 nov.      | 2-1         | Atalanta-Pro Patria         | 0-7           | 23 gen.       |
| 7 nov.      | 1-2         | Udinese-Comense             | 3-3           | 23 gen.       |
| 7 nov.      | 3-0         | Mantova-Venezia             | 2-3           | 16 gen.       |
| 7 nov.      | 2-1         | Monfalconese C.N.T.-Treviso | 0-6           | 16 gen.       |
| 7 nov.      | 3-0         | Triestina-Fiumana           | 2-2           | 16 gen.       |

| andata (6ª) | andata (6ª) | Sesta giornata              | ritorno (15ª) | ritorno (15ª) |
|             |             |                             |               |               |
| 14 nov.     | 2-3         | Pro Patria-Triestina        | 0-2           | 13 feb.       |
| 14 nov.     | 1-2         | Comense-Atalanta            | 2-3           | 13 feb.       |
| 14 nov.     | 4-2         | Fiumana-Monfalconese C.N.T. | 2-2           | 13 feb.       |
| 14 nov.     | 5-2         | Treviso-Mantova             | 5-2           | 13 feb.       |
| 14 nov.     | 1-0         | Venezia-Udinese             | 0-0           | 13 feb.       |

| andata (7ª) | andata (7ª) | Settima giornata              | ritorno (16ª) | ritorno (16ª) |
|             |             |                               |               |               |
| 21 nov.     | 6-1         | Pro Patria-Comense            | 1-0           | 6 mar.        |
| 21 nov.     | 3-1         | Atalanta-Venezia              | 2-0           | 6 mar.        |
| 21 nov.     | 2-1         | Mantova-Fiumana               | 2-4           | 6 mar.        |
| 21 nov.     | 4-2         | Triestina-Monfalconese C.N.T. | 1-2           | 6 mar.        |
| 21 nov.     | 1-2         | Udinese-Treviso               | 0-2           | 6 mar.        |

| andata (8ª) | andata (8ª) | Ottava giornata             | ritorno (17ª) | ritorno (17ª) |
|             |             |                             |               |               |
| 28 nov.     | 1-1         | Venezia-Pro Patria          | 0-1           | 13 mar.       |
| 28 nov.     | 2-2         | Treviso-Atalanta            | 2-5           | 13 mar.       |
| 28 nov.     | 2-1         | Comense-Triestina           | 0-2           | 27 mar.       |
| 28 nov.     | 4-0         | Fiumana-Udinese             | 1-3           | 27 mar.       |
| 28 nov.     | 1-1         | Monfalconese C.N.T.-Mantova | 0-3           | 13 mar.       |

| andata (7ª) | andata (7ª) | Settima giornata              | ritorno (16ª) | ritorno (16ª) |
|             |             |                               |               |               |
| 21 nov.     | 6-1         | Pro Patria-Comense            | 1-0           | 6 mar.        |
| 21 nov.     | 3-1         | Atalanta-Venezia              | 2-0           | 6 mar.        |
| 21 nov.     | 2-1         | Mantova-Fiumana               | 2-4           | 6 mar.        |
| 21 nov.     | 4-2         | Triestina-Monfalconese C.N.T. | 1-2           | 6 mar.        |
| 21 nov.     | 1-2         | Udinese-Treviso               | 0-2           | 6 mar.        |

| andata (8ª) | andata (8ª) | Ottava giornata             | ritorno (17ª) | ritorno (17ª) |
|             |             |                             |               |               |
| 28 nov.     | 1-1         | Venezia-Pro Patria          | 0-1           | 13 mar.       |
| 28 nov.     | 2-2         | Treviso-Atalanta            | 2-5           | 13 mar.       |
| 28 nov.     | 2-1         | Comense-Triestina           | 0-2           | 27 mar.       |
| 28 nov.     | 4-0         | Fiumana-Udinese             | 1-3           | 27 mar.       |
| 28 nov.     | 1-1         | Monfalconese C.N.T.-Mantova | 0-3           | 13 mar.       |

| \| andata (9ª) \| andata (9ª) \| Nona giornata \| ritorno (18ª) \| ritorno (18ª) \| \| \| \| \| \| \| \| 5 dic. \| 5-2 \| Pro Patria-Treviso \| 1-1 \| 20 mar. \| \| 5 dic. \| 1-0 \| Atalanta-Fiumana \| 1-6 \| 20 mar. \| \| 5 dic. \| 2-2 \| Comense-Venezia \| 0-4 \| 20 mar. \| \| 5 dic. \| 1-2 \| Udinese-Monfalconese C.N.T. \| 2-5 \| 20 mar. \| \| 23 gen. \| 2-1 \| Mantova-Triestina \| 0-5 \| 20 mar. \| |             |                             |               |               |
| andata (9ª) | andata (9ª) | Nona giornata               | ritorno (18ª) | ritorno (18ª) |
| |             |                             |               |               |
| 5 dic. | 5-2         | Pro Patria-Treviso          | 1-1           | 20 mar.       |
| 5 dic. | 1-0         | Atalanta-Fiumana            | 1-6           | 20 mar.       |
| 5 dic. | 2-2         | Comense-Venezia             | 0-4           | 20 mar.       |
| 5 dic. | 1-2         | Udinese-Monfalconese C.N.T. | 2-5           | 20 mar.       |
| 23 gen. | 2-1         | Mantova-Triestina           | 0-5           | 20 mar.       |

| andata (9ª) | andata (9ª) | Nona giornata               | ritorno (18ª) | ritorno (18ª) |
|             |             |                             |               |               |
| 5 dic.      | 5-2         | Pro Patria-Treviso          | 1-1           | 20 mar.       |
| 5 dic.      | 1-0         | Atalanta-Fiumana            | 1-6           | 20 mar.       |
| 5 dic.      | 2-2         | Comense-Venezia             | 0-4           | 20 mar.       |
| 5 dic.      | 1-2         | Udinese-Monfalconese C.N.T. | 2-5           | 20 mar.       |
| 23 gen.     | 2-1         | Mantova-Triestina           | 0-5           | 20 mar.       |

## Girone C

### Squadre partecipanti
| Club           | Stagione | Città         | Stadio                    | Stagione precedente                                  |
| -------------- | -------- | ------------- | ------------------------- | ---------------------------------------------------- |
| Anconitana     | dettagli | Ancona        | -                         | 1º posto in Prima Divisione Sud/Marche, 3ª in sem./A |
| Carpi          | dettagli | Carpi (MO)    | -                         | 6º posto in Seconda Divisione/C                      |
| Fiorentina     | dettagli | Firenze       | Stadio Velodromo Libertas | 4º posto in Seconda Divisione/C                      |
| Libertas Lucca | dettagli | Lucca         | Campo di Marte            | 2º posto in Seconda Divisione/C                      |
| Parma          | dettagli | Parma         | -                         | 11º posto in Prima Divisione/B, retrocesso           |
| Pisa           | dettagli | Pisa          | Arena Garibaldi           | 11º posto in Prima Divisione/A, retrocesso           |
| Pistoiese      | dettagli | Pistoia       | -                         | 5º posto in Seconda Divisione/C                      |
| Prato          | dettagli | Prato (FI)    | -                         | 3º posto in Seconda Divisione/C                      |
| Reggiana       | dettagli | Reggio Emilia | -                         | 9º posto in Prima Divisione/B, retrocessa            |
| SPAL           | dettagli | Ferrara       | -                         | 1º posto in Seconda Divisione/C                      |

### Classifica finale
|  | Pos. | Squadra        | Pt | G  | V  | N | P  | GF | GS |
|  | ---- | -------------- | -- | -- | -- | - | -- | -- | -- |
|  | 1.   | Reggiana       | 28 | 18 | 13 | 2 | 3  | 43 | 17 |
|  | 2.   | SPAL           | 25 | 18 | 11 | 3 | 4  | 42 | 26 |
|  | 3.   | Pistoiese      | 24 | 18 | 11 | 2 | 5  | 39 | 22 |
|  | 4.   | Parma          | 20 | 18 | 8  | 4 | 6  | 27 | 25 |
|  | 5.   | Prato          | 18 | 18 | 7  | 4 | 7  | 30 | 28 |
|  | 6.   | Fiorentina     | 17 | 18 | 7  | 3 | 8  | 24 | 30 |
|  | 7.   | Libertas Lucca | 15 | 18 | 7  | 1 | 10 | 27 | 27 |
|  | 8.   | Pisa           | 12 | 18 | 5  | 2 | 11 | 16 | 33 |
|  | 9.   | Carpi          | 11 | 18 | 4  | 3 | 11 | 18 | 36 |
|  | 10.  | Anconitana     | 10 | 18 | 3  | 4 | 11 | 14 | 24 |

Legenda:
      Promosso in Divisione Nazionale 1927-1928 e poi partecipante al girone finale per il titolo di categoria.
      Retrocesso in Seconda Divisione 1927-1928.
Regolamento:
Due punti a vittoria, uno a pareggio, zero a sconfitta.
In caso di arrivo di due o più squadre a pari punti, le squadre saranno a pari merito.
Note:
L'Anconitana è stata poi riammessa a completamento degli organici.

### Risultati

#### Tabellone
|                | Anc  | Car  | Fio  | Lib  | Par  | Pis  | Pst  | Pra  | Reg  | Spa  |
| -------------- | ---- | ---- | ---- | ---- | ---- | ---- | ---- | ---- | ---- | ---- |
| Anconitana     | –––– | 2-0  | 2-1  | 0-5  | 2-3  | 1-0  | 0-5  | 2-2  | 0-0  | 1-4  |
| Carpi          | 3-0  | –––– | 3-1  | 0-4  | 0-1  | 1-1  | 3-1  | 2-3  | 0-1  | 2-2  |
| Fiorentina     | 1-0  | 2-0  | –––– | 2-1  | 1-1  | 3-1  | 3-2  | 2-0  | 3-4  | 2-2  |
| Libertas Lucca | 2-1  | 1-2  | 2-0  | –––– | 0-1  | 2-0  | 0-0  | 2-1  | 2-3  | 2-0  |
| Parma          | 1-1  | 0-0  | 5-0  | 1-0  | –––– | 4-1  | 1-3  | 4-1  | 1-0  | 3-4  |
| Pisa           | 1-1  | 3-0  | 1-0  | 2-0  | 2-0  | –––– | 1-2  | 2-0  | 1-2  | 0-2  |
| Pistoiese      | 2-0  | 4-1  | 2-0  | 3-1  | 6-0  | 4-0  | –––– | 2-0  | 1-4  | 2-3  |
| Prato          | 2-0  | 2-0  | 1-1  | 5-1  | 2-1  | 3-0  | 2-2  | –––– | 1-1  | 4-0  |
| Reggiana       | 3-0  | 3-1  | 0-1  | 3-1  | 2-0  | 4-0  | 3-2  | 2-1  | –––– | 6-1  |
| SPAL           | 3-1  | 5-0  | 3-1  | 3-1  | 0-0  | 4-0  | 0-1  | 5-0  | 1-0  | –––– |

#### Calendario
| andata (1ª) | andata (1ª) | Prima giornata       | ritorno (10ª) | ritorno (10ª) |
|             |             |                      |               |               |
| 3 ott.      | 3-1         | Fiorentina-Pisa      | 0-1           | 19 dic.       |
| 3 ott.      | 0-1         | Libertas Lucca-Parma | 0-1           | 19 dic.       |
| 3 ott.      | 2-1         | Reggiana-Prato       | 1-1           | 19 dic.       |
| 3 ott.      | 4-1         | Pistoiese-Carpi      | 1-3           | 19 dic.       |
| 3 ott.      | 3-1         | SPAL-Anconitana      | 4-1           | 19 dic.       |

| andata (2ª) | andata (2ª) | Seconda giornata    | ritorno (11ª) | ritorno (11ª) |
|             |             |                     |               |               |
| 10 ott.     | 0-1         | Reggiana-Fiorentina | 4-3           | 26 dic.       |
| 10 ott.     | 3-1         | SPAL-Libertas Lucca | 0-2           | 26 dic.       |
| 10 ott.     | 1-2         | Pisa-Pistoiese      | 0-4           | 26 dic.       |
| 10 ott.     | 4-1         | Parma-Prato         | 1-2           | 26 dic.       |
| 10 ott.     | 2-0         | Anconitana-Carpi    | 0-3           | 26 dic.       |

| andata (1ª) | andata (1ª) | Prima giornata       | ritorno (10ª) | ritorno (10ª) |
|             |             |                      |               |               |
| 3 ott.      | 3-1         | Fiorentina-Pisa      | 0-1           | 19 dic.       |
| 3 ott.      | 0-1         | Libertas Lucca-Parma | 0-1           | 19 dic.       |
| 3 ott.      | 2-1         | Reggiana-Prato       | 1-1           | 19 dic.       |
| 3 ott.      | 4-1         | Pistoiese-Carpi      | 1-3           | 19 dic.       |
| 3 ott.      | 3-1         | SPAL-Anconitana      | 4-1           | 19 dic.       |

| andata (2ª) | andata (2ª) | Seconda giornata    | ritorno (11ª) | ritorno (11ª) |
|             |             |                     |               |               |
| 10 ott.     | 0-1         | Reggiana-Fiorentina | 4-3           | 26 dic.       |
| 10 ott.     | 3-1         | SPAL-Libertas Lucca | 0-2           | 26 dic.       |
| 10 ott.     | 1-2         | Pisa-Pistoiese      | 0-4           | 26 dic.       |
| 10 ott.     | 4-1         | Parma-Prato         | 1-2           | 26 dic.       |
| 10 ott.     | 2-0         | Anconitana-Carpi    | 0-3           | 26 dic.       |

| andata (3ª) | andata (3ª) | Terza giornata            | ritorno (12ª) | ritorno (12ª) |
|             |             |                           |               |               |
| 17 ott.     | 1-1         | Fiorentina-Parma          | 0-5           | 2 gen.        |
| 17 ott.     | 2-1         | Libertas Lucca-Anconitana | 5-0           | 2 gen.        |
| 17 ott.     | 1-1         | Carpi-Pisa                | 0-3           | 2 gen.        |
| 17 ott.     | 1-4         | Pistoiese-Reggiana        | 2-3           | 2 gen.        |
| 17 ott.     | 4-0         | Prato-SPAL                | 0-5           | 2 gen.        |

| andata (4ª) | andata (4ª) | Quarta giornata         | ritorno (13ª) | ritorno (13ª) |
|             |             |                         |               |               |
| 24 ott.     | 3-1         | Carpi-Fiorentina        | 0-2           | 9 gen.        |
| 24 ott.     | 3-1         | Reggiana-Libertas Lucca | 3-2           | 9 gen.        |
| 24 ott.     | 2-0         | Pisa-Prato              | 0-3           | 9 gen.        |
| 24 ott.     | 3-4         | Parma-SPAL              | 0-0           | 9 gen.        |
| 24 ott.     | 2-0         | Pistoiese-Anconitana    | 5-0           | 9 gen.        |

| andata (3ª) | andata (3ª) | Terza giornata            | ritorno (12ª) | ritorno (12ª) |
|             |             |                           |               |               |
| 17 ott.     | 1-1         | Fiorentina-Parma          | 0-5           | 2 gen.        |
| 17 ott.     | 2-1         | Libertas Lucca-Anconitana | 5-0           | 2 gen.        |
| 17 ott.     | 1-1         | Carpi-Pisa                | 0-3           | 2 gen.        |
| 17 ott.     | 1-4         | Pistoiese-Reggiana        | 2-3           | 2 gen.        |
| 17 ott.     | 4-0         | Prato-SPAL                | 0-5           | 2 gen.        |

| andata (4ª) | andata (4ª) | Quarta giornata         | ritorno (13ª) | ritorno (13ª) |
|             |             |                         |               |               |
| 24 ott.     | 3-1         | Carpi-Fiorentina        | 0-2           | 9 gen.        |
| 24 ott.     | 3-1         | Reggiana-Libertas Lucca | 3-2           | 9 gen.        |
| 24 ott.     | 2-0         | Pisa-Prato              | 0-3           | 9 gen.        |
| 24 ott.     | 3-4         | Parma-SPAL              | 0-0           | 9 gen.        |
| 24 ott.     | 2-0         | Pistoiese-Anconitana    | 5-0           | 9 gen.        |

| andata (5ª) | andata (5ª) | Quinta giornata      | ritorno (14ª) | ritorno (14ª) |
|             |             |                      |               |               |
| 7 nov.      | 3-1         | SPAL-Fiorentina      | 2-2           | 16 gen.       |
| 12 dic.     | 2-1         | Libertas Lucca-Prato | 1-5           | 16 gen.       |
| 7 nov.      | 1-0         | Anconitana-Pisa      | 1-1           | 16 gen.       |
| 7 nov.      | 3-1         | Reggiana-Carpi       | 1-0           | 6 feb.        |
| 7 nov.      | 1-3         | Parma-Pistoiese      | 0-6           | 23 feb.       |

| andata (6ª) | andata (6ª) | Sesta giornata       | ritorno (15ª) | ritorno (15ª) |
|             |             |                      |               |               |
| 14 nov.     | 3-2         | Fiorentina-Pistoiese | 0-2           | 13 feb.       |
| 14 nov.     | 2-0         | Libertas Lucca-Pisa  | 0-2           | 13 feb.       |
| 14 nov.     | 1-0         | SPAL-Reggiana        | 1-6           | 13 feb.       |
| 14 nov.     | 2-0         | Prato-Carpi          | 3-2           | 13 feb.       |
| 14 nov.     | 2-3         | Anconitana-Parma     | 1-1           | 13 feb.       |

| andata (5ª) | andata (5ª) | Quinta giornata      | ritorno (14ª) | ritorno (14ª) |
|             |             |                      |               |               |
| 7 nov.      | 3-1         | SPAL-Fiorentina      | 2-2           | 16 gen.       |
| 12 dic.     | 2-1         | Libertas Lucca-Prato | 1-5           | 16 gen.       |
| 7 nov.      | 1-0         | Anconitana-Pisa      | 1-1           | 16 gen.       |
| 7 nov.      | 3-1         | Reggiana-Carpi       | 1-0           | 6 feb.        |
| 7 nov.      | 1-3         | Parma-Pistoiese      | 0-6           | 23 feb.       |

| andata (6ª) | andata (6ª) | Sesta giornata       | ritorno (15ª) | ritorno (15ª) |
|             |             |                      |               |               |
| 14 nov.     | 3-2         | Fiorentina-Pistoiese | 0-2           | 13 feb.       |
| 14 nov.     | 2-0         | Libertas Lucca-Pisa  | 0-2           | 13 feb.       |
| 14 nov.     | 1-0         | SPAL-Reggiana        | 1-6           | 13 feb.       |
| 14 nov.     | 2-0         | Prato-Carpi          | 3-2           | 13 feb.       |
| 14 nov.     | 2-3         | Anconitana-Parma     | 1-1           | 13 feb.       |

| andata (7ª) | andata (7ª) | Settima giornata      | ritorno (16ª) | ritorno (16ª) |
|             |             |                       |               |               |
| 21 nov.     | 2-1         | Anconitana-Fiorentina | 0-1           | 6 mar.        |
| 21 nov.     | 0-2         | Pisa-SPAL             | 0-4           | 6 mar.        |
| 21 nov.     | 2-0         | Reggiana-Parma        | 0-1           | 6 mar.        |
| 21 nov.     | 0-4         | Carpi-Libertas Lucca  | 2-1           | 6 mar.        |
| 21 nov.     | 2-0         | Pistoiese-Prato       | 2-2           | 6 mar.        |

| andata (8ª) | andata (8ª) | Ottava giornata           | ritorno (17ª) | ritorno (17ª) |
|             |             |                           |               |               |
| 28 nov.     | 2-1         | Fiorentina-Libertas Lucca | 0-2           | 27 mar.       |
| 28 nov.     | 1-2         | Pisa-Reggiana             | 0-4           | 13 mar.       |
| 28 nov.     | 0-1         | Carpi-Parma               | 0-0           | 11 apr.       |
| 28 nov.     | 2-0         | Prato-Anconitana          | 2-2           | 13 mar.       |
| 28 nov.     | 2-3         | Pistoiese-SPAL            | 1-0           | 27 mar.       |

| andata (7ª) | andata (7ª) | Settima giornata      | ritorno (16ª) | ritorno (16ª) |
|             |             |                       |               |               |
| 21 nov.     | 2-1         | Anconitana-Fiorentina | 0-1           | 6 mar.        |
| 21 nov.     | 0-2         | Pisa-SPAL             | 0-4           | 6 mar.        |
| 21 nov.     | 2-0         | Reggiana-Parma        | 0-1           | 6 mar.        |
| 21 nov.     | 0-4         | Carpi-Libertas Lucca  | 2-1           | 6 mar.        |
| 21 nov.     | 2-0         | Pistoiese-Prato       | 2-2           | 6 mar.        |

| andata (8ª) | andata (8ª) | Ottava giornata           | ritorno (17ª) | ritorno (17ª) |
|             |             |                           |               |               |
| 28 nov.     | 2-1         | Fiorentina-Libertas Lucca | 0-2           | 27 mar.       |
| 28 nov.     | 1-2         | Pisa-Reggiana             | 0-4           | 13 mar.       |
| 28 nov.     | 0-1         | Carpi-Parma               | 0-0           | 11 apr.       |
| 28 nov.     | 2-0         | Prato-Anconitana          | 2-2           | 13 mar.       |
| 28 nov.     | 2-3         | Pistoiese-SPAL            | 1-0           | 27 mar.       |

| \| andata (9ª) \| andata (9ª) \| Nona giornata \| ritorno (18ª) \| ritorno (18ª) \| \| \| \| \| \| \| \| 5 dic. \| 1-1 \| Prato-Fiorentina \| 0-2 \| 20 mar. \| \| 5 dic. \| 0-0 \| Libertas Lucca-Pistoiese \| 1-3 \| 20 mar. \| \| 5 dic. \| 4-1 \| Parma-Pisa \| 0-2 \| 20 mar. \| \| 12 dic. \| 0-0 \| Anconitana-Reggiana \| 0-3 \| 20 mar. \| \| 5 dic. \| 5-0 \| SPAL-Carpi \| 2-2 \| 20 mar. \| |             |                          |               |               |
| andata (9ª) | andata (9ª) | Nona giornata            | ritorno (18ª) | ritorno (18ª) |
| |             |                          |               |               |
| 5 dic. | 1-1         | Prato-Fiorentina         | 0-2           | 20 mar.       |
| 5 dic. | 0-0         | Libertas Lucca-Pistoiese | 1-3           | 20 mar.       |
| 5 dic. | 4-1         | Parma-Pisa               | 0-2           | 20 mar.       |
| 12 dic. | 0-0         | Anconitana-Reggiana      | 0-3           | 20 mar.       |
| 5 dic. | 5-0         | SPAL-Carpi               | 2-2           | 20 mar.       |

| andata (9ª) | andata (9ª) | Nona giornata            | ritorno (18ª) | ritorno (18ª) |
|             |             |                          |               |               |
| 5 dic.      | 1-1         | Prato-Fiorentina         | 0-2           | 20 mar.       |
| 5 dic.      | 0-0         | Libertas Lucca-Pistoiese | 1-3           | 20 mar.       |
| 5 dic.      | 4-1         | Parma-Pisa               | 0-2           | 20 mar.       |
| 12 dic.     | 0-0         | Anconitana-Reggiana      | 0-3           | 20 mar.       |
| 5 dic.      | 5-0         | SPAL-Carpi               | 2-2           | 20 mar.       |

## Girone D

### Aggiornamenti
- Il Club Sportivo Audace Roma e la Società Sportiva Pro Roma si sono fuse rispettivamente con la Società Sportiva Alba e la Società di Ginnastica e Scherma Fortitudo (ammesse in Divisione Nazionale 1926-1927) nell'Unione Sportiva Alba Audace e nella Società Fascista Fortitudo Pro Roma, per imposizione dalle autorità.
- Il Foot Ball Club di Roma e lo Sporting Club Foggia sono stati riammessi per effetto della Carta di Viareggio.
- L'Unione Sportiva Messinese è stata retrocessa dalla succitata Carta di Viareggio in Seconda Divisione 1926-1927.
- L'Unione Calcistica Maceratese, retrocessa per effetto della Carta di Viareggio in Seconda Divisione 1926-1927, si è ritirata dalla Federazione per protesta (considerando il trattamento riservato ad essa stessa impari rispetto all'Anconitana, al contrario ammessa in Prima Divisione).

### Squadre partecipanti
| Club           | Stagione | Città          | Stadio                  | Stagione precedente                                    |
| -------------- | -------- | -------------- | ----------------------- | ------------------------------------------------------ |
| Audace Taranto | dettagli | Taranto        | Motovelodromo Corvisea  | 3º posto in Prima Divisione Sud/Puglia                 |
| Bagnolese      | dettagli | Napoli Bagnoli | -                       | 2º posto in Prima Divisione Sud/Campania, 2ª in sem./B |
| Casertana      | dettagli | Caserta        | -                       | 3º posto in Prima Divisione Sud/Campania               |
| Foggia         | dettagli | Foggia         | Campo del tiro a segno  | 5º posto in Prima Divisione Sud/Puglia                 |
| Ideale         | dettagli | Bari           | Campo San Lorenzo       | 4º posto in Prima Divisione Sud/Puglia                 |
| Lazio          | dettagli | Roma           | Stadio della Rondinella | 3º posto in Prima Divisione Sud/Lazio                  |
| Liberty        | dettagli | Bari           | Campo degli Sports      | 2º posto in Prima Divisione Sud/Puglia, 4ª in sem./A   |
| Palermo        | dettagli | Palermo        | Stadio Ranchibile       | 1º posto in Prima Divisione Sud/Sicilia, 4ª in sem./B  |
| Pro Italia     | dettagli | Taranto        | Motovelodromo Corvisea  | 1º posto in Prima Divisione Sud/Puglia, 3ª in sem./B   |
| Roman          | dettagli | Roma           | Campo "Due Pini"        | 5º posto in Prima Divisione Sud/Lazio                  |

### Classifica finale
|  | Pos. | Squadra        | Pt | G  | V  | N | P  | GF | GS |
|  | ---- | -------------- | -- | -- | -- | - | -- | -- | -- |
|  | 1.   | Lazio          | 30 | 18 | 15 | 0 | 3  | 34 | 11 |
|  | 2.   | Bari FC        | 29 | 18 | 12 | 5 | 1  | 34 | 12 |
|  | 3.   | Bagnolese      | 25 | 18 | 11 | 3 | 4  | 42 | 16 |
|  | 4.   | Casertana      | 23 | 18 | 9  | 5 | 4  | 28 | 18 |
|  | 5.   | Pro Italia     | 18 | 18 | 8  | 2 | 8  | 20 | 19 |
|  | 5.   | Ideale         | 18 | 18 | 7  | 4 | 7  | 20 | 20 |
|  | 7.   | Foggia         | 16 | 18 | 5  | 6 | 7  | 19 | 20 |
|  | 8.   | Audace Taranto | 11 | 18 | 5  | 1 | 12 | 13 | 35 |
|  | 9.   | Roman          | 10 | 18 | 3  | 4 | 11 | 23 | 39 |
|  | 10.  | Palermo (-9)   | 0  | 18 | 0  | 0 | 18 | 1  | 44 |

Legenda:
      Promosso in Divisione Nazionale 1927-1928 e poi partecipante al girone finale per il titolo di categoria.
      Retrocesso in Seconda Divisione 1927-1928.
      Squadra ritirata e/o esclusa dalla competizione.
 Ritirato dalla competizione a campionato in corso.
Regolamento:
Due punti a vittoria, uno a pareggio, zero a sconfitta.
In caso di arrivo di due o più squadre a pari punti, le squadre saranno a pari merito.
Note:
Il Palermo si ritirò dopo nove giornate per fallimento societario.

### Risultati

#### Tabellone
|            | Aud  | Bag  | Cas  | Fog  | Ide  | Laz  | Lib  | Pal  | Pro  | Rom  |
| ---------- | ---- | ---- | ---- | ---- | ---- | ---- | ---- | ---- | ---- | ---- |
| Audace     | –––– | 1-3  | 0-4  | 0-0  | 1-0  | 1-3  | 0-2  | 2-0  | 0-1  | 3-2  |
| Bagnolese  | 8-0  | –––– | 5-0  | 0-2  | 1-0  | 2-1  | 1-1  | 2-0  | 2-0  | 6-2  |
| Casertana  | 2-1  | 1-0  | –––– | 1-1  | 0-0  | 1-0  | 0-0  | 5-0  | 3-1  | 3-3  |
| Foggia     | 2-0  | 1-1  | 1-0  | –––– | 1-1  | 1-2  | 0-1  | 3-0  | 0-1  | 1-1  |
| Ideale     | 3-1  | 1-2  | 2-0  | 2-0  | –––– | 1-4  | 0-1  | 2-1  | 1-0  | 1-0  |
| Lazio      | 1-0  | 2-0  | 1-0  | 2-1  | 2-0  | –––– | 2-1  | 3-0  | 2-0  | 2-1  |
| Liberty    | 3-1  | 3-1  | 1-1  | 4-0  | 2-2  | 2-1  | –––– | 2-0  | 0-0  | 5-1  |
| Palermo    | 0-1  | 0-5  | 0-2  | 0-2  | 0-2  | 0-2  | 0-1  | –––– | 0-2  | 0-2  |
| Pro Italia | 1-0  | 0-2  | 2-3  | 2-2  | 2-0  | 0-2  | 0-2  | 2-0  | –––– | 5-0  |
| Roman      | 0-1  | 1-1  | 0-2  | 2-1  | 2-2  | 0-2  | 2-3  | 4-0  | 0-1  | –––– |

#### Calendario
| andata (1ª) | andata (1ª) | Prima giornata       | ritorno (10ª) | ritorno (10ª) |
|             |             |                      |               |               |
| 3 ott.      | 5-0         | Casertana-Palermo    | 2-0           | 19 dic.       |
| 3 ott.      | 1-1         | Foggia-Roman         | 1-2           | 19 dic.       |
| 3 ott.      | 1-0         | Lazio-Audace Taranto | 3-1           | 23 gen.       |
| 3 ott.      | 3-1         | Liberty-Bagnolese    | 1-1           | 19 dic.       |
| 3 ott.      | 2-0         | Pro Italia-Ideale    | 0-1           | 19 dic.       |

| andata (2ª) | andata (2ª) | Seconda giornata         | ritorno (11ª) | ritorno (11ª) |
|             |             |                          |               |               |
| 10 ott.     | 0-4         | Audace Taranto-Casertana | 1-2           | 26 dic.       |
| 10 ott.     | 1-1         | Foggia-Bagnolese         | 2-0           | 26 dic.       |
| 10 ott.     | 1-4         | Ideale-Lazio             | 0-2           | 26 dic.       |
| 10 ott.     | 0-2         | Palermo-Pro Italia       | 0-2           | 26 dic.       |
| 10 ott.     | 2-3         | Roman-Liberty            | 1-5           | 26 dic.       |

| andata (1ª) | andata (1ª) | Prima giornata       | ritorno (10ª) | ritorno (10ª) |
|             |             |                      |               |               |
| 3 ott.      | 5-0         | Casertana-Palermo    | 2-0           | 19 dic.       |
| 3 ott.      | 1-1         | Foggia-Roman         | 1-2           | 19 dic.       |
| 3 ott.      | 1-0         | Lazio-Audace Taranto | 3-1           | 23 gen.       |
| 3 ott.      | 3-1         | Liberty-Bagnolese    | 1-1           | 19 dic.       |
| 3 ott.      | 2-0         | Pro Italia-Ideale    | 0-1           | 19 dic.       |

| andata (2ª) | andata (2ª) | Seconda giornata         | ritorno (11ª) | ritorno (11ª) |
|             |             |                          |               |               |
| 10 ott.     | 0-4         | Audace Taranto-Casertana | 1-2           | 26 dic.       |
| 10 ott.     | 1-1         | Foggia-Bagnolese         | 2-0           | 26 dic.       |
| 10 ott.     | 1-4         | Ideale-Lazio             | 0-2           | 26 dic.       |
| 10 ott.     | 0-2         | Palermo-Pro Italia       | 0-2           | 26 dic.       |
| 10 ott.     | 2-3         | Roman-Liberty            | 1-5           | 26 dic.       |

| andata (3ª) | andata (3ª) | Terza giornata         | ritorno (12ª) | ritorno (12ª) |
|             |             |                        |               |               |
| 17 ott.     | 3-3         | Casertana-Roman        | 2-0           | 2 gen.        |
| 17 ott.     | 2-0         | Ideale-Foggia          | 1-1           | 2 gen.        |
| 17 ott.     | 3-0         | Lazio-Palermo          | 2-0           | 2 gen.        |
| 17 ott.     | 3-1         | Liberty-Audace Taranto | 2-0           | 2 gen.        |
| 17 ott.     | 0-2         | Pro Italia-Bagnolese   | 0-2           | 2 gen.        |

| andata (4ª) | andata (4ª) | Quarta giornata      | ritorno (13ª) | ritorno (13ª) |
|             |             |                      |               |               |
| 24 ott.     | 2-1         | Bagnolese-Lazio      | 0-2           | 9 gen.        |
| 24 ott.     | 3-0         | Foggia-Palermo       | 2-0           | 9 gen.        |
| 24 ott.     | 2-2         | Liberty-Ideale       | 1-0           | 9 gen.        |
| 24 ott.     | 2-3         | Pro Italia-Casertana | 1-3           | 9 gen.        |
| 24 ott.     | 0-1         | Roman-Audace Taranto | 2-3           | 9 gen.        |

| andata (3ª) | andata (3ª) | Terza giornata         | ritorno (12ª) | ritorno (12ª) |
|             |             |                        |               |               |
| 17 ott.     | 3-3         | Casertana-Roman        | 2-0           | 2 gen.        |
| 17 ott.     | 2-0         | Ideale-Foggia          | 1-1           | 2 gen.        |
| 17 ott.     | 3-0         | Lazio-Palermo          | 2-0           | 2 gen.        |
| 17 ott.     | 3-1         | Liberty-Audace Taranto | 2-0           | 2 gen.        |
| 17 ott.     | 0-2         | Pro Italia-Bagnolese   | 0-2           | 2 gen.        |

| andata (4ª) | andata (4ª) | Quarta giornata      | ritorno (13ª) | ritorno (13ª) |
|             |             |                      |               |               |
| 24 ott.     | 2-1         | Bagnolese-Lazio      | 0-2           | 9 gen.        |
| 24 ott.     | 3-0         | Foggia-Palermo       | 2-0           | 9 gen.        |
| 24 ott.     | 2-2         | Liberty-Ideale       | 1-0           | 9 gen.        |
| 24 ott.     | 2-3         | Pro Italia-Casertana | 1-3           | 9 gen.        |
| 24 ott.     | 0-1         | Roman-Audace Taranto | 2-3           | 9 gen.        |

| andata (5ª) | andata (5ª) | Quinta giornata        | ritorno (14ª) | ritorno (14ª) |
|             |             |                        |               |               |
| 12 dic.     | 1-0         | Casertana-Bagnolese    | 0-5           | 16 gen.       |
| 12 dic.     | 1-0         | Ideale-Roman           | 2-2           | 23 gen.       |
| 7 nov.      | 2-1         | Lazio-Liberty          | 1-2           | 16 gen.       |
| 7 nov.      | 0-1         | Palermo-Audace Taranto | 0-2           | 16 gen.       |
| 7 nov.      | 2-2         | Pro Italia-Foggia      | 1-0           | 16 gen.       |

| andata (6ª) | andata (6ª) | Sesta giornata        | ritorno (15ª) | ritorno (15ª) |
|             |             |                       |               |               |
| 14 nov.     | 1-0         | Audace Taranto-Ideale | 1-3           | 13 feb.       |
| 14 nov.     | 0-5         | Palermo-Bagnolese     | 0-2           | 13 feb.       |
| 14 nov.     | 1-2         | Foggia-Lazio          | 1-2           | 13 feb.       |
| 23 gen.     | 1-1         | Liberty-Casertana     | 0-0           | 13 feb.       |
| 14 nov.     | 0-1         | Roman-Pro Italia      | 0-5           | 13 feb.       |

| andata (5ª) | andata (5ª) | Quinta giornata        | ritorno (14ª) | ritorno (14ª) |
|             |             |                        |               |               |
| 12 dic.     | 1-0         | Casertana-Bagnolese    | 0-5           | 16 gen.       |
| 12 dic.     | 1-0         | Ideale-Roman           | 2-2           | 23 gen.       |
| 7 nov.      | 2-1         | Lazio-Liberty          | 1-2           | 16 gen.       |
| 7 nov.      | 0-1         | Palermo-Audace Taranto | 0-2           | 16 gen.       |
| 7 nov.      | 2-2         | Pro Italia-Foggia      | 1-0           | 16 gen.       |

| andata (6ª) | andata (6ª) | Sesta giornata        | ritorno (15ª) | ritorno (15ª) |
|             |             |                       |               |               |
| 14 nov.     | 1-0         | Audace Taranto-Ideale | 1-3           | 13 feb.       |
| 14 nov.     | 0-5         | Palermo-Bagnolese     | 0-2           | 13 feb.       |
| 14 nov.     | 1-2         | Foggia-Lazio          | 1-2           | 13 feb.       |
| 23 gen.     | 1-1         | Liberty-Casertana     | 0-0           | 13 feb.       |
| 14 nov.     | 0-1         | Roman-Pro Italia      | 0-5           | 13 feb.       |

| andata (7ª) | andata (7ª) | Settima giornata      | ritorno (16ª) | ritorno (16ª) |
|             |             |                       |               |               |
| 21 nov.     | 6-2         | Bagnolese-Roman       | 1-1           | 27 mar.       |
| 21 nov.     | 2-0         | Foggia-Audace Taranto | 0-0           | 6 mar.        |
| 21 nov.     | 2-1         | Ideale-Palermo        | 2-0           | 6 mar.        |
| 6 gen.      | 1-0         | Lazio-Casertana       | 0-1           | 6 mar.        |
| 6 gen.      | 0-2         | Pro Italia-Liberty    | 0-0           | 6 mar.        |

| andata (8ª) | andata (8ª) | Ottava giornata           | ritorno (17ª) | ritorno (17ª) |
|             |             |                           |               |               |
| 28 nov.     | 0-1         | Audace Taranto-Pro Italia | 0-1           | 13 mar.       |
| 28 nov.     | 1-1         | Casertana-Foggia          | 0-1           | 13 mar.       |
| 28 nov.     | 1-2         | Ideale-Bagnolese          | 0-1           | 13 mar.       |
| 28 nov.     | 2-1         | Lazio-Roman               | 2-0           | 13 mar.       |
| 28 nov.     | 0-1         | Palermo-Liberty           | 0-2           | 13 mar.       |

| andata (7ª) | andata (7ª) | Settima giornata      | ritorno (16ª) | ritorno (16ª) |
|             |             |                       |               |               |
| 21 nov.     | 6-2         | Bagnolese-Roman       | 1-1           | 27 mar.       |
| 21 nov.     | 2-0         | Foggia-Audace Taranto | 0-0           | 6 mar.        |
| 21 nov.     | 2-1         | Ideale-Palermo        | 2-0           | 6 mar.        |
| 6 gen.      | 1-0         | Lazio-Casertana       | 0-1           | 6 mar.        |
| 6 gen.      | 0-2         | Pro Italia-Liberty    | 0-0           | 6 mar.        |

| andata (8ª) | andata (8ª) | Ottava giornata           | ritorno (17ª) | ritorno (17ª) |
|             |             |                           |               |               |
| 28 nov.     | 0-1         | Audace Taranto-Pro Italia | 0-1           | 13 mar.       |
| 28 nov.     | 1-1         | Casertana-Foggia          | 0-1           | 13 mar.       |
| 28 nov.     | 1-2         | Ideale-Bagnolese          | 0-1           | 13 mar.       |
| 28 nov.     | 2-1         | Lazio-Roman               | 2-0           | 13 mar.       |
| 28 nov.     | 0-1         | Palermo-Liberty           | 0-2           | 13 mar.       |

| \| andata (9ª) \| andata (9ª) \| Nona giornata \| ritorno (18ª) \| ritorno (18ª) \| \| \| \| \| \| \| \| 5 dic. \| 8-0 \| Bagnolese-Audace Taranto \| 3-1 \| 20 mar. \| \| 5 dic. \| 0-0 \| Casertana-Ideale \| 0-2 \| 20 mar. \| \| 30 gen. \| 4-0 \| [37] Liberty-Foggia \| 1-0 \| 20 mar. \| \| 5 dic. \| 0-2 \| Pro Italia-Lazio \| 0-2 \| 20 mar. \| \| 5 dic. \| 4-0 \| Roman-Palermo[26] \| 2-0 \| 20 mar. \| |             |                          |               |               |
| andata (9ª) | andata (9ª) | Nona giornata            | ritorno (18ª) | ritorno (18ª) |
| |             |                          |               |               |
| 5 dic. | 8-0         | Bagnolese-Audace Taranto | 3-1           | 20 mar.       |
| 5 dic. | 0-0         | Casertana-Ideale         | 0-2           | 20 mar.       |
| 30 gen. | 4-0         | Liberty-Foggia           | 1-0           | 20 mar.       |
| 5 dic. | 0-2         | Pro Italia-Lazio         | 0-2           | 20 mar.       |
| 5 dic. | 4-0         | Roman-Palermo            | 2-0           | 20 mar.       |

| andata (9ª) | andata (9ª) | Nona giornata            | ritorno (18ª) | ritorno (18ª) |
|             |             |                          |               |               |
| 5 dic.      | 8-0         | Bagnolese-Audace Taranto | 3-1           | 20 mar.       |
| 5 dic.      | 0-0         | Casertana-Ideale         | 0-2           | 20 mar.       |
| 30 gen.     | 4-0         | Liberty-Foggia           | 1-0           | 20 mar.       |
| 5 dic.      | 0-2         | Pro Italia-Lazio         | 0-2           | 20 mar.       |
| 5 dic.      | 4-0         | Roman-Palermo            | 2-0           | 20 mar.       |

## Girone finale
|  | Pos. | Squadra    | Pt | G | V | N | P | GF | GS |
|  | ---- | ---------- | -- | - | - | - | - | -- | -- |
|  | 1.   | Novara     | 8  | 6 | 3 | 2 | 1 | 20 | 10 |
|  | 2.   | Pro Patria | 6  | 6 | 3 | 0 | 3 | 11 | 12 |
|  | 3.   | Reggiana   | 5  | 6 | 2 | 1 | 3 | 9  | 10 |
|  | 3.   | Lazio      | 5  | 6 | 2 | 1 | 3 | 11 | 19 |

Legenda:
      Campione di Prima Divisione 1926-1927.
Regolamento:
Due punti a vittoria, uno a pareggio, zero a sconfitta.
In caso di arrivo di due o più squadre a pari punti, le squadre saranno a pari merito.

### Risultati
| andata (1ª) | andata (1ª) | Prima giornata   | ritorno (4ª) | ritorno (4ª) |
|             |             |                  |              |              |
| 17 apr.     | 3-2         | Lazio-Pro Patria | 2-3          | 15 mag.      |
| 17 apr.     | 4-2         | Novara-Reggiana  | 1-1          | 15 mag.      |

| andata (2ª) | andata (2ª) | Seconda giornata  | ritorno (5ª) | ritorno (5ª) |
|             |             |                   |              |              |
| 24 apr.     | 2-1         | Pro Patria-Novara | 2-3          | 8 mag.       |
| 24 apr.     | 3-1         | Reggiana-Lazio    | 0-2          | 8 mag.       |

| andata (1ª) | andata (1ª) | Prima giornata   | ritorno (4ª) | ritorno (4ª) |
|             |             |                  |              |              |
| 17 apr.     | 3-2         | Lazio-Pro Patria | 2-3          | 15 mag.      |
| 17 apr.     | 4-2         | Novara-Reggiana  | 1-1          | 15 mag.      |

| andata (2ª) | andata (2ª) | Seconda giornata  | ritorno (5ª) | ritorno (5ª) |
|             |             |                   |              |              |
| 24 apr.     | 2-1         | Pro Patria-Novara | 2-3          | 8 mag.       |
| 24 apr.     | 3-1         | Reggiana-Lazio    | 0-2          | 8 mag.       |

| \| andata (3ª) \| andata (3ª) \| Terza giornata \| ritorno (6ª) \| ritorno (6ª) \| \| \| \| \| \| \| \| 1º mag. \| 3-1 \| Reggiana-Pro Patria \| 0-1 \| 22 mag. \| \| 1º mag. \| 2-2 \| Lazio-Novara \| 1-9 \| 22 mag. \| |             |                     |              |              |
| andata (3ª) | andata (3ª) | Terza giornata      | ritorno (6ª) | ritorno (6ª) |
| |             |                     |              |              |
| 1º mag. | 3-1         | Reggiana-Pro Patria | 0-1          | 22 mag.      |
| 1º mag. | 2-2         | Lazio-Novara        | 1-9          | 22 mag.      |

| andata (3ª) | andata (3ª) | Terza giornata      | ritorno (6ª) | ritorno (6ª) |
|             |             |                     |              |              |
| 1º mag.     | 3-1         | Reggiana-Pro Patria | 0-1          | 22 mag.      |
| 1º mag.     | 2-2         | Lazio-Novara        | 1-9          | 22 mag.      |